# Starunea, Bohorodceanî
Starunea (în ucraineană Старуня) este localitatea de reședință a comunei Starunea din raionul Bohorodceanî, regiunea Ivano-Frankivsk, Ucraina.

## Demografie
Componența lingvistică a localității Starunea
     Ucraineană (99,74%)
     Alte limbi (0,26%)
Conform recensământului din 2001, majoritatea populației localității Starunea era vorbitoare de ucraineană (99,74%), existând în minoritate și vorbitori de alte limbi.